# Hałyćke
Hałyćke (ukr. Галицьке) – wieś na Ukrainie, w obwodu lwowskim, w rejonie złoczowskim.
Do 1946 roku miejscowość nosiła nazwę Lackie Wielkie (ukr. Ляцке Велике, Lacke Wełyke), a w latach 1946-2024 nazywała się Czerwone (ukr. Червоне).

## Położenie
Na podstawie Słownika geograficznego Królestwa Polskiego i innych krajów słowiańskich Lackie Wielkie to wieś w powiecie złoczowskim, położona 10 km na zachód od Złoczowa. Wieś położona w paśmie Woroniaków otoczona zalesionymi pagórkami, nad którymi góruje Чортова Гора - 252 m n.p.m. Przez wioskę przebiega droga do Lwowa. Miejscowość w 2001 r. liczyła 1738 mieszkańców.

## Przynależność terytorialna
- 1370 – rok założenia.
- 1340–1772 w ziemi lwowskiej, województwa ruskiego.
- 1772–1918 w Królestwie Galicji i Lodomerii w Cesarstwie Austriackim. W tym okresie, dobra Lackie (wioski Lackie Małe i Lackie Wielkie) zamieszkiwali Rusini (ogółem 1188 osób według spisu ludności z 1857). Parafia greckokatolicka loco. Właścicielem tabularnym obydwu wiosek była Zuzanna hr. Ożarowska.

Do scalenia w 1934 roku w II Rzeczypospolitej Lackie Wielkie było siedzibą gminy wiejskiej w powiecie złoczowskim województwa tarnopolskiego.

## Zabytki
- cerkiew greckokatolicka pw. śś. Kosmy i Damiana z XIX wieku[5].
- pałac z XVIII w. - budynek jednopiętrowy w stylu empirowym, był nakryty mansardem gontowym z dwoma frontonami i balkonem wspartym na czterech kolumnach. Nad dolnymi oknami znajdowały się dwa sfinksy i dwa orły napoleońskie. Figurki występowały na przemian. W tympanonie umieszczono posążki Minerwy i Fortuny. Na uwagę zasługiwała brama wjazdowa z kamiennymi figurami Herkulesa. Uważa się, że były pozostałościami z dworu, który znajdował się na tym miejscu przed wybudowaniem pałacu. Pałac należał do Strzemboszów[6]. Z tej rodziny pochodziła Zuzanna (żona de Fresnela, a następnie hrabiego Ożarowskiego), która ufundowała w Lackiem klasztor Sióstr Opatrzności Bożej. Wspomnianym siostrom przekazała również swój pałac. Dzięki opiece sióstr pałac przetrwał I wojnę światową w stanie pierwotnym (nie był przebudowywany ani zniszczony) - opis z 1926. Współcześnie nie ma już po nim śladu.
- ruiny klasztoru Sióstr Opatrzności Bożej. W latach okupacji niemieckiej w zabudowaniach gospodarczych klasztoru mieścił się obóz pracy dla Żydów, zlikwidowany w lipcu 1943 roku (rozstrzelano 600 więźniów, wcześniej zmarło 150)[7].
- pozostałość po mauzoleum Strzemboszów
- w lesie pod Lackiem znajdował się głaz z tajemniczymi napisami o literach gotyckich. Według tradycji upamiętniał nieszczęśliwą miłość Zuzanny Ożarowskiej do pewnego malarza; obecnie zdobi dziedziniec zamku w Złoczowie.